# Heaven’s Open
Heaven’s  Open – czternasty, studyjny album Mike’a Oldfielda z 1991. Album wyróżnia się spośród innych tego artysty ze względu na to, że wokalistą we wszystkich utworach jest sam Oldfield. Album oraz promujące go single "Heaven's Open" i "Gimme Back" sygnowane były nazwiskiem Michael Oldfield. Żaden inny album ani singel artysty nie był wydany z taką odmianą imienia.

## Lista utworów
Album zawiera:
1. „Make Make” – 4:16
2. „No Dream” – 6:02
3. „Mr. Shame” – 4:22
4. „Gimme Back” – 4:09
5. „Heaven’s  Open” – 4:28
6. „Music From The Balcony” – 19:44